# Хонсторф (Елбе)
Хонсторф (њем. Hohnstorf) општина је у њемачкој савезној држави Доња Саксонија. Једно је од 43 општинска средишта округа Линебург. Према процјени из 2010. у општини је живјело 2.488 становника. Посједује регионалну шифру (AGS) 3355019.

## Географски и демографски подаци
Хонсторф се налази у савезној држави Доња Саксонија у округу Линебург. Општина се налази на надморској висини од 4 метра. Површина општине износи 10,2 km². У самом мјесту је, према процјени из 2010. године, живјело 2.488 становника. Просјечна густина становништва износи 243 становника/km².

## Међународна сарадња
| Мјесто | Држава | Врста сарадње | Од    |
| ------ | ------ | ------------- | ----- |
|        | Финска | контакт       | 2000. |
| Извор  |        |               |       |